# 이시노모리 만화관
이시노모리 만화관(石ノ森萬画館)은 일본 미야기현 이시노마키시에 있는 만화 박물관이다. 만화가 이시노모리 쇼타로의 기념관이다.
2001년 7월 23일 개관하였다. 2011년 3월 11일에 발생한 동일본 대지진의 영향을 받아 장기 휴관을 거쳐 2012년 11월 17일에 재개관하였다.
입장료는 어른기준 800엔이다.